# Eberhard Vetzer von Geispitzheim

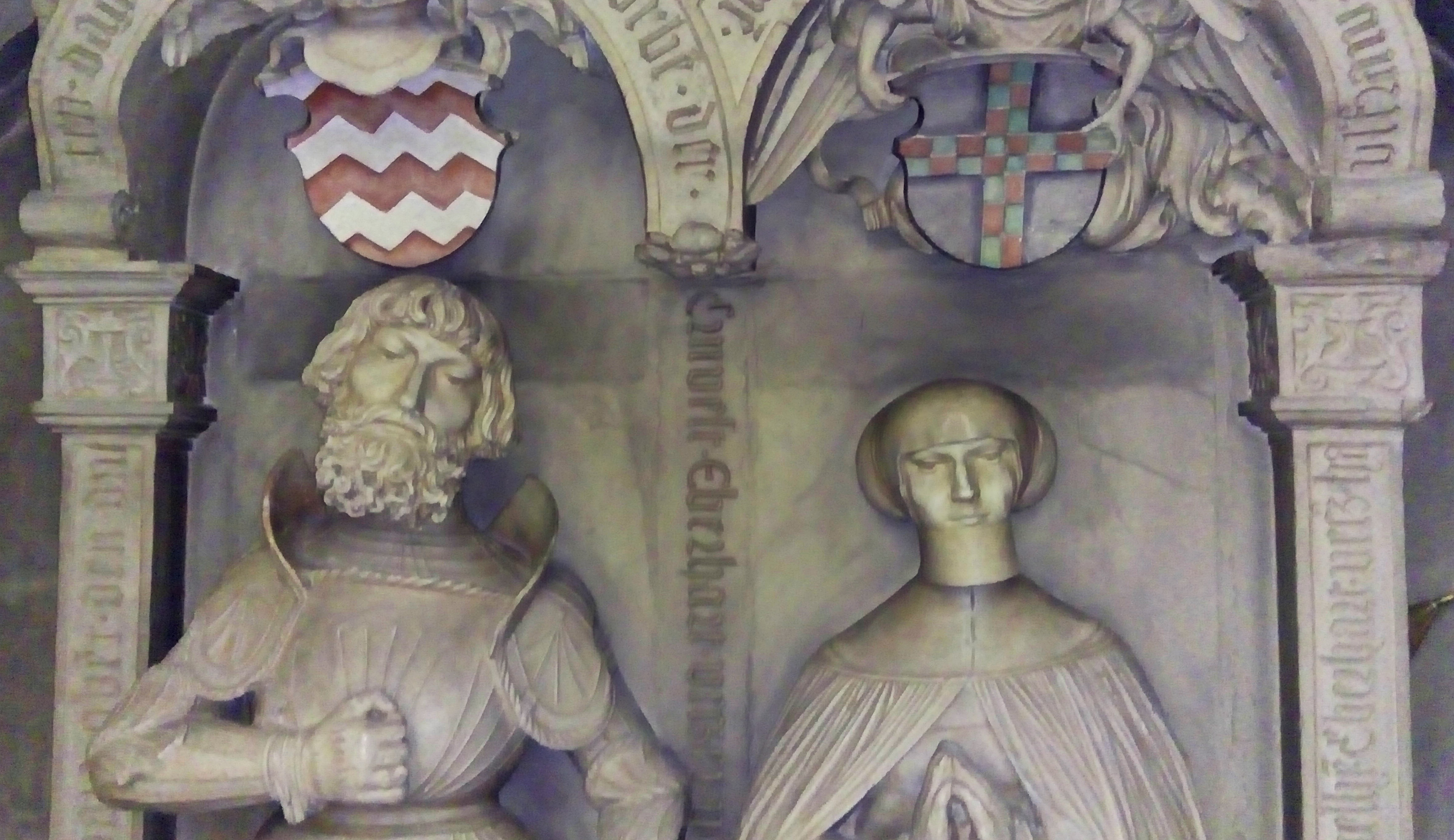
Eberhard Vetzer von Geispitzheim und seine Gattin, mit ihren jeweiligen Familienwappen

Eberhard Vetzer von Geispitzheim, auch Fetzer von Geispitzheim (* im 15. Jahrhundert; † 3. Dezember 1520), war ein Adeliger im Dienste der Kurpfalz, dessen prachtvolles Grabmal sich in der Simultankirche Gau-Odernheim erhalten hat.

## Abstammung
Er entstammte dem alten Adelsgeschlecht der im rheinhessischen Gabsheim beheimateten Herren von Geispitzheim. Sie kommen in mehreren Linien vor, wobei ein Zweig den Namenszusatz „Vetzer“ bzw. „Fetzer“ trug. Eberhard Vetzer von Geispitzheim war der Sohn des Philipp Vetzer von Geispitzheim († 1509) sowie seiner Gattin Elisabeth geb. Schott von Wachenheim. Seine Schwester Kunigunde war Nonne im Kloster Marienberg bei Boppard.

## Leben und Wirken
Vetzer von Geispitzheim hatte von seinem Vater bzw. dessen Großvater die Unterpfandschaft des kurpfälzischen Pfandgebietes Gau-Odernheim, mit dem dortigen Burglehen und dem Dorf Weinolsheim geerbt. Hier war er gleichzeitig Amtmann. Außerdem gehörte er zu den Ganerben in Bechtolsheim. Seit 1497 amtierte er als kurpfälzischer Burggraf von Alzey, verbunden mit der Stellung eines Oberamtmannes des Oberamts Alzey.  Ab 1500 hatte er zusätzlich die Stellung des kurpfälzer Burggrafen von Stahleck und Amtmannes des Oberamtes Bacharach inne.

## Familie
Der Adlige war verheiratet mit Lysa von Ingelheim († 1519). Sie wurde bekannt als Stifterin des berühmten Kirchengestühls der Simultankirche Bechtolsheim. Das Paar hatte mehrere Kinder; einen früh verstorbenen Sohn und vier Töchter.

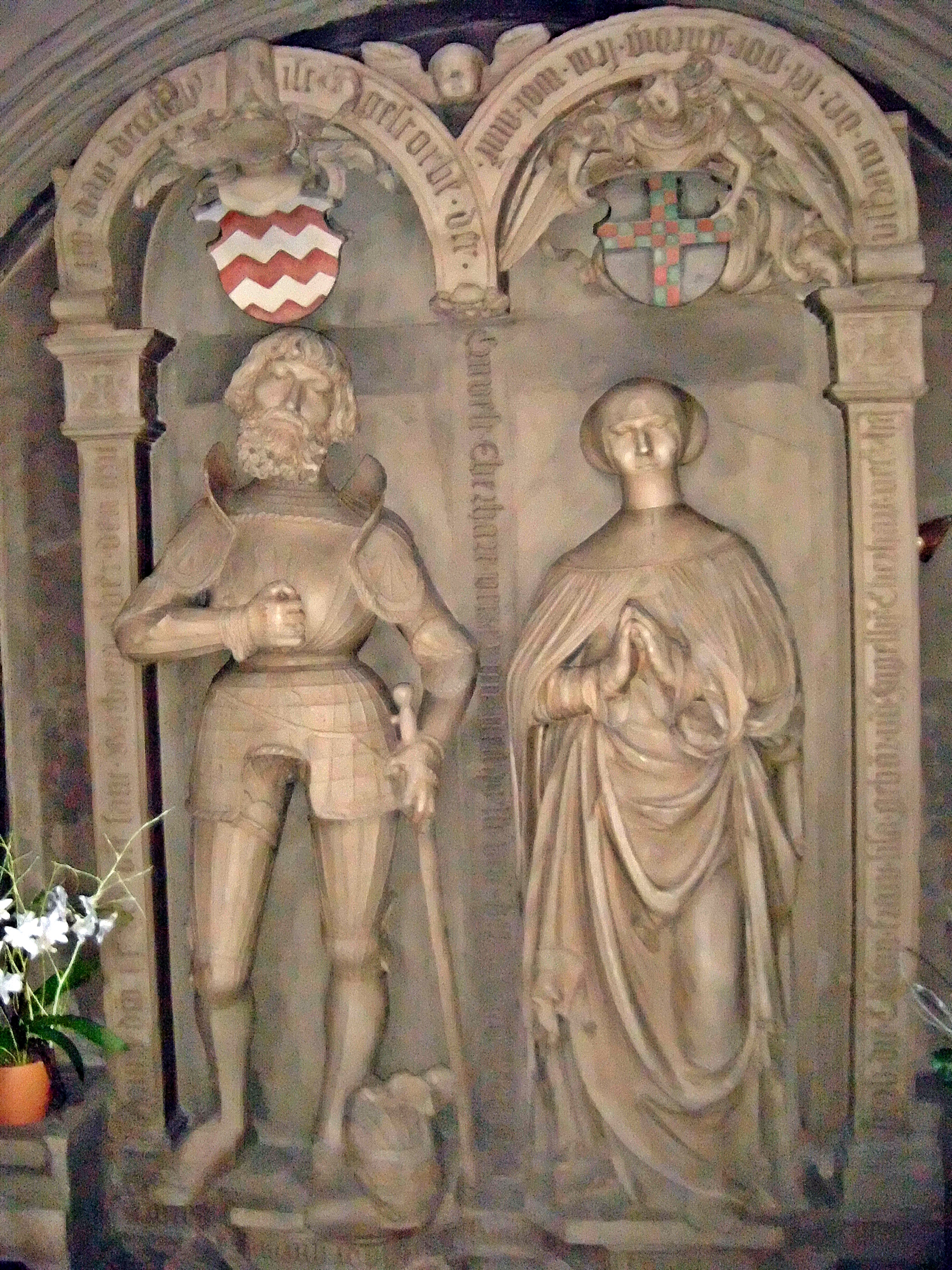
Das Grabmal in der Simultankirche Gau-Odernheim. Die ursprünglich im Bildnis erhaltene Schamkapsel an der Rüstung wurde später aus Pietätsgründen abgearbeitet.

## Tod und Grabstätte
Eberhard Vetzer von Geispitzheim verstarb 1520, als letzter männlicher Spross seines Vetzerschen Familienzweiges; die Gattin bereits im Vorjahr. Im Chor der Simultankirche Gau-Odernheim erhielten sie als dortige Ortsherren ein prachtvolles Grabmal mit ihren lebensgroßen Figuren.
Ihr Erbe wurde aufgeteilt. Die Großteile fielen über die mit Wolfgang V. von Dalberg verheiratete Tochter Elisabeth († 1534) an die Dalberger, andere Teile an die mit Burkhard Sturmfeder von Oppenweiler verheiratete Tochter Anna († 1505) an dessen Familie. Die Sturmfeder von Oppenweiler folgten dem Verstorbenen 1521 als Unterpfandherren und Ortsherren in Gau-Odernheim nach.